# アフター・ザ・ベリアル

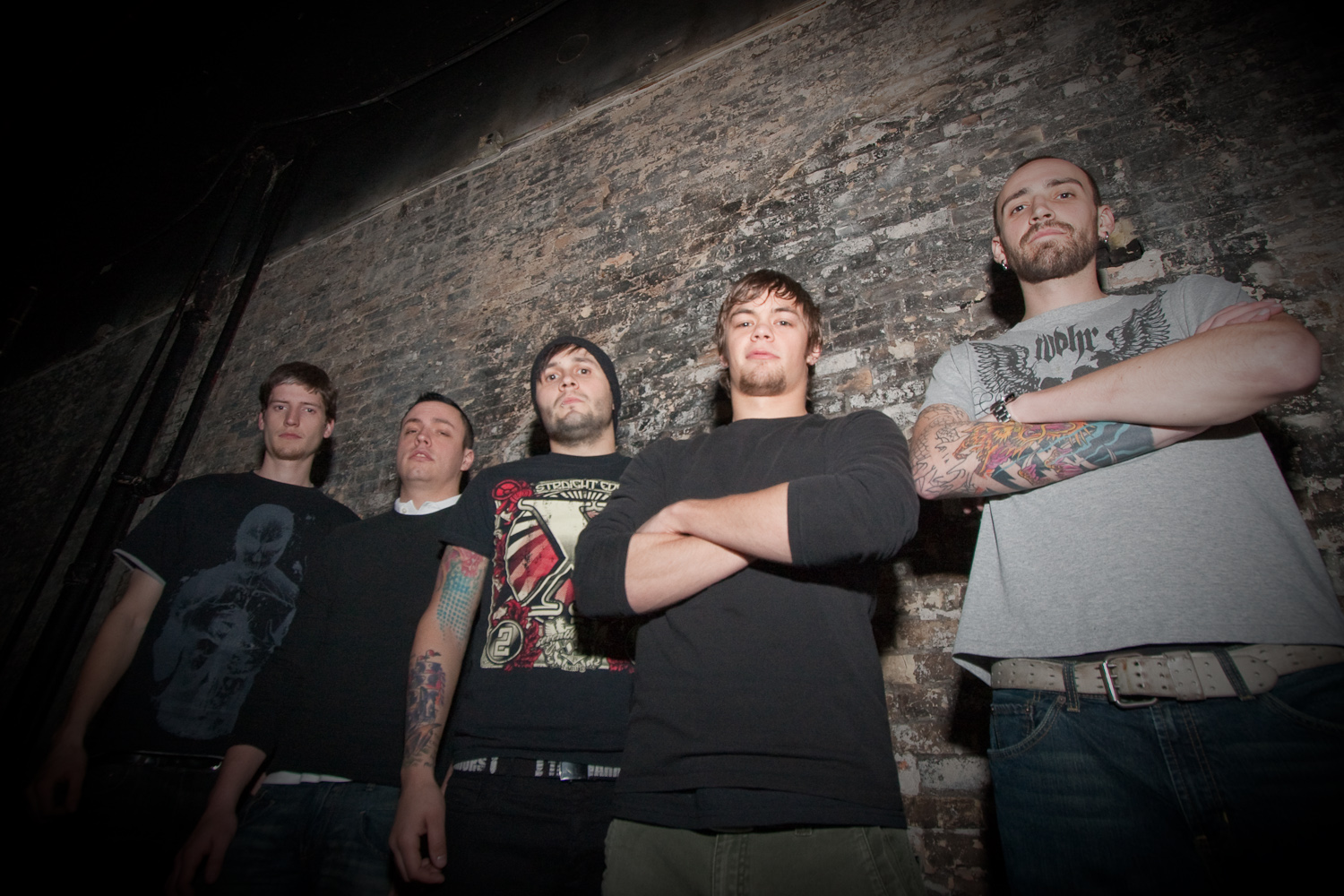
アフター・ザ・ベリアル（2009年）

アフター・ザ・ベリアル（英: After the Burial）は、2004年に結成されたアメリカ合衆国ミネソタ州出身のデスコアバンド。
ニック・ウェルナー、トレント・ハフダール、ジャスティン・ロウ（2015年死去）、グレッグ・エリクソンによって結成。メロディックでありながら超重低音のジェント的なリフを繰り出す楽曲が特徴となっている。

## メンバー

### 現在のメンバー
- トレント・ハフダール (Trent Hafdahl) – ギター、バック・ボーカル (2004年– )、プログラミング (2015年– )
- アンソニー・ノトルマーソ (Anthony Notarmaso) – ボーカル (2008年– )
- ダン・カール (Dan Carle) – ドラム (2008年– )
- エイドリアン・オロペザ (Adrian Oropeza) – ベース (2016年– )

### 旧メンバー
- グレッグ・エリクソン (Greg Erickson) – ドラム (2004年–2006年)
- ニック・ウェルナー (Nick Wellner) – ボーカル (2004年–2007年)
- エリック・ロブレス (Eric Robles) – ドラム (2006年–2008年)
- グラント・ルオマ (Grant Luoma) – ボーカル (2007年–2008年)
- ジャスティン・ロウ (Justin Lowe) – ギター、プログラミング (2004年–2015年、2015年死去)、ドラム (2008年)
- レリチャード・"リー"・フォラル (Lerichard "Lee" Foral) – ベース (2004年–2016年)

## ディスコグラフィ

### スタジオ・アルバム
- Forging A Future Self (2006年)
- Rareform (2008年、Sumerian) ※収録曲「Berzerker」がゲーム『Saints Row: The Third』に使用されている。
- 『イン・ドリームス』 - In Dreams (2010年、Sumerian)
- Wolves Within (2013年、Sumerian)
- Dig Deep (2016年、Sumerian)
- Evergreen (2019年、Sumerian)

### EP
- This Life Is All We Have (2013年、Sumerian)
- Embrace the Infinity (2023年、Sumerian)

### シングル
- "Your Troubles Will Cease and Fortune Will Smile Upon You" (2011年)
- "Pendulum" (2011年)
- "A Wolf Amongst Ravens" (2013年)
- "Of Fearful Men" (2013年)
- "Lost in the Static" (2015年)
- "Collapse" (2016年)
- "Behold the Crown" (2019年)
- "Exit, Exist" (2019年)
- "Nothing Gold" (2023年)
- "Death Keeps Us from Living" (2023年)